# Antonio Bujalance López
Antonio Bujalance López (Hornachuelos, 1902 - Córdoba, 30 de julio de 1936) fue un político socialista y jornalero agrícola español. Diputado del Partido Socialista Obrero Español (PSOE), elegido Diputado en febrero de 1936, fue fusilado por los sublevados al poco de comenzar la Guerra Civil.

## Biografía
Militante del Partido Socialista Obrero Español y de la Federación de Trabajadores de la Tierra de la Unión General de Trabajadores, llegó a ser todo un símbolo de la reforma agraria en la República. Estuvo detenido en 1934 junto otros militantes socialistas y comunistas por los acontecimientos revolucionarios ocurridos en octubre de aquel año. Fue elegido Diputado a Cortes en la candidatura formada por el Frente Popular en las elecciones de febrero de 1936.
En la madrugada del 18 de julio de 1936, día del golpe de Estado que dio lugar a la Guerra Civil llegó a Córdoba en tren procedente de Madrid, hospedándose en casa de una hermana con intención de volver a su pueblo natal. Fue detenido en casa de ésta a los poco días. Compartió calabozo con los diputados malagueños Luis Dorado Luque y Antonio Acuña Carballar, más su compañero de partido el periodista y exdiputado Joaquín García-Hidalgo, y el también diputado comunista Bautista Garcet Granell.
Fue fusilado en la madrugada del 30 de julio de 1936. Esta muerte impresionó hondamente en Hornachuelos, lo cual, influiría en los sucesos trágicos que ocurrieron posteriormente en dicha localidad. Los milicianos socialistas en lucha en los frentes de Adamuz y de El Carpio crearon la Compañía Antonio Bujalance en su honor.